# Ламинария пальчаторассечённая
Ламинария пальчаторассечённая (лат. Laminaria digitata) — вид бурых водорослей из рода ламинарий, распространённый в Северной Атлантике от Карского моря и Гудзонова залива на севере до полуострова Бретань и Нью-Йорка на юге.

## Применение в фармакологии
Ламинария пальчаторассечённая входит в состав медицинских препаратов, которые назначают при атеросклерозе, при лечении и профилактике эндемического зоба. Также экстракт ламинарии пальчаторассечённой обладает выраженным сокогонным свойством, являясь раздражителем желудочной секреции, а также антидотным средством при заболевании верхних дыхательных путей у лиц, работающих с солями бария, радионуклидами.
Местообитание.
Образуют обширные заросли в местах с постоянным движением воды, у открытых берегов. На камнях, скалах, заходит в воду на глубину до 35 м. Густые и большие подводные «водорослевые леса» образуются на глубине 4-10 м.
Внешние признаки. У ламинарии пальчаторассеченной слоевища плотные, куски пальчатораздельных слоевищ длиной 70-160 см и более, шириной 3,5-14 см; края пластин гладкие. Цвет слоевищ всех ламинарий от светло-оливкового до темно-оливкового, зеленовато-бурый, красно-бурый, иногда черно-зелёный. Цвет обусловлен бурым пигментом фукоксантином, маскирующим хлорофилл. Поверхность слоевищ покрыта белым налётом солей. Запах своеобразный. Вкус солоноватый.
Согласно ГФ XI, сырьё — плотные кожистые пластинки размером до 3 мм, зеленовато-серого цвета. Запах своеобразный, вкус солёно-горький, «морской». Снижают качество сырья пожелтевшие слоевища, примесь других водорослей и трав, ракушки, камни, песок. Подлинность сырья определяется по морфологическим признакам.